# الکس جورجتی
الکس جورجتی (انگلیسی: Alex Giorgetti؛ زادهٔ ۲۴ december ۱۹۸۷ (۳۷ سال)) ورزشکار واترپلو اهل ایتالیا است.
وی در مسابقات کشوری و بین‌المللی در مجموع برندهٔ ۱ مدال طلا، ۱ مدال نقره، ۱ مدال برنز شده‌است.